# 벤 10: 옴니버스
《벤 10: 옴니버스》(Ben 10: Omniverse)는 카툰 네트워크에서 방송된 미국의 텔레비전 애니메이션이다. 《벤 10》 프랜차이즈의 네 번째 시리즈다.